# Сладкар
Сладкарят е вид майстор, правещ сладкиши и различни освежаващи напитки.
Материалите, които използва в работата си, са предимно шоколад, яйца, захар, брашно, плодове и мляко. Сладкарските принадлежности са средствата, използвани от сладкаря в работата си. Това са шерпи, форми, миксери и различни други машини и устройства.

## Продукти
Сладкарски изделия, направени по рецепти, могат да бъдат закупени в сладкарницата. Това са торти, пайове, сладолед, плодови салати, плодови сокове, лимонада. Тортите, които можете да намерите в сладкарницата са: торта с реформи, барабанна торта, плазмена торта, различни видове плодови и шоколадови торти. Сладкарят прави различни видове сладкиши: тулумби, сладкиши с крем, Сампо, баклава, еклери, торти, пасти и други. Сладкарят трябва да бъде педантичен и сръчен в работата си.